# Laboum
Laboum (hangul: 라붐) är en sydkoreansk tjejgrupp bildad år 2014 av Global H Media.
Gruppen består av de fem medlemmarna Yujeong, Soyeon, ZN, Haein och Solbin.

## Medlemmar
| Artistnamn   | Artistnamn | Födelsenamn  | Födelsenamn | Födelsedatum     |
| Romanisering | Hangul     | Romanisering | Hangul      | Födelsedatum     |
| ------------ | ---------- | ------------ | ----------- | ---------------- |
| Yujeong      | 유정       | Kim Yu-jeong | 김유정      | 14 februari 1992 |
| Soyeon       | 소연       | Jung So-yeon | 정소연      | 4 maj 1994       |
| ZN           | 지엔       | Bae Jin-ye   | 배진예      | 9 juni 1994      |
| Haein        | 해인       | Yeom Hae-in  | 염해인      | 19 maj 1995      |
| Solbin       | 솔빈       | Ahn Sol-bin  | 안솔빈      | 19 augusti 1997  |

## Diskografi

### Album
| Albuminformation                                      | Topplacering          |
| Albuminformation                                      | Sydkorea (Gaon Chart) |
| ----------------------------------------------------- | --------------------- |
| Petit Macaron (Singelalbum) - Släppt: 28 augusti 2014 | 15                    |
| Sugar Sugar (Singelalbum) - Släppt: 27 mars 2015      | 17                    |
| Aalow Aalow (Singelalbum) - Släppt: 6 december 2015   | 26                    |
| Fresh Adventure (Singelalbum) - Släppt: 6 april 2016  | 9                     |
| Love Sign (EP-skiva) - Släppt: 23 augusti 2016        | 13                    |
| Miss This Kiss (EP-skiva) - Släppt: 17 april 2017     | 1                     |
| Between Us (EP-skiva) - Släppt: 27 juli 2018          | 17                    |
| I'm Yours (EP-skiva) - Släppt: 5 december 2018        | —                     |

### Singlar
| År   | Titel                 | Topplacering          |
| År   | Titel                 | Sydkorea (Gaon Chart) |
| ---- | --------------------- | --------------------- |
| 2014 | "Pit-A-Pat"           | 195                   |
| 2014 | "What About You"      | 148                   |
| 2015 | "Sugar Sugar"         | 271                   |
| 2015 | "Aalow Aalow"         | 180                   |
| 2016 | "Journey to Atlantis" | 147                   |
| 2016 | "Shooting Love"       | 128                   |
| 2017 | "Hwi Hwi"             | —                     |
| 2017 | "Only You"            | —                     |
| 2018 | "Between Us"          | —                     |
| 2018 | "Turn It On"          | —                     |